# Arnold Wolfers
Arnold Wolfers (voller Name: Arnold Oscar Wolfers) (* 14. Juni 1892 in St. Gallen; † 16. Juli 1968 in Blue Hill, Maine) war ein schweizerisch-amerikanischer Politikwissenschaftler. Er wird zu den Hauptvertretern der Theorie des Realismus in den Internationalen Beziehungen gezählt.

## Leben
Arnold Oscar Wolfers war der Sohn des amerikanischen Kaufmanns Otto Gustav Wolfers und dessen schweizerischer Ehefrau Clara Eugenie, geb. Hirschfeld. Das Ehepaar lebte zeitweilig in der Schweiz, wo ihr Sohn geboren wurde und aufwuchs. Er besuchte die Schule bis zum Abitur 1905 in St. Gallen und leistete 1911 und noch einmal 1914/1915 den Militärdienst in der Schweiz ab. Nach dem Studium der Rechtswissenschaft an deutschen und schweizerischen Hochschulen wurde er 1917 an der Universität Zürich zum Dr. jur. promoviert. Es folgte eine zweijährige Tätigkeit als Anwalt in St. Gallen, in dieser Zeit (1918) heiratete er Doris Farrer.
Ab 1919 wandte sich Wolfers der Volkswirtschaftslehre und der Politikwissenschaft zu und studierte beide Fächer in der Schweiz, Deutschland, Großbritannien und den USA. 1924 wurde er an der Universität Gießen zum Dr. phil promoviert, 1929 an der Universität Berlin habilitiert. Bereits seit 1922 war er an der Deutschen Hochschule für Politik tätig, erst als Mitarbeiter Paul Tillichs in einer Arbeitsgemeinschaft zu Fragen des Religiösen Sozialismus, dann als Dozent und Seminarleiter (Aufbau einer neuen Abteilung für Internationale Beziehungen) und schließlich, 1930, als Direktor der Hochschule. In dieser Funktion baute er Kontakte zur Rockefeller-Stiftung auf. Ab 1930 war er zudem Privatdozent an der Universität Berlin.
Anfang 1933 emigrierte Wolfers in die USA. Dort revidierte er seine politischen Ansichten. In Deutschland hatte er nach dem Ersten Weltkrieg anfänglich sozialistische Neigungen, wurde dann aber in den 1930er-Jahren Sympathisant des Nationalsozialismus. Nach seiner Emigration stuften ihn die nationalsozialistischen Machthaber in Deutschland als „unerwünschten Halbjuden“ ein. 1935 wurde er in die USA eingebürgert.
Von 1935 bis 1957 lehrte Wolfers als Professor für Internationale Politik an der Yale University und war zugleich Berater verschiedener staatlicher Organisation, wie der Militärstrafverfolgungsbehörde Provost Marshal General (1942 bis 1944), des Nachrichtendienstes Office of Strategic Services (1944 bis 1945) sowie des National War College. Nach seiner Emeritierung 1957 war Wolfers bis 1965 Gründungsdirektor des Washington Center of Foreign Policy Research, einer Einrichtung der Johns Hopkins University. Bis 1968 war er zugleich Berater des Außenministeriums der Vereinigten Staaten und verschiedener Denkfabriken.
Wolfers Forschungsschwerpunkte in den USA waren anfangs die beiden Weltkriege, Deutschland nach dem Zweiten Weltkrieg, der Ost-West-Konflikt, Geopolitik und Internationale Beziehungen. Mit seinem „Billardkugelmodell“, das bis heute in der einschlägigen politikwissenschaftlichen Literatur verwendet wird, visualisierte er die Kernaussage der Theorie des Realismus in den Internationalen Beziehungen. Diesem Modell zufolge gleichen die Interaktionen zwischen Staaten dem Spiel von Billardbällen, die sich auf der internationalen Bühne ständig anziehen, abstoßen und in Bewegung halten, wobei das Innere der Billardkugeln (Innenpolitik und Sozialstruktur) keinen Einfluss auf ihren Lauf hat. Diese Annahme wurde von Wolfers selbst schon ab Mitte der 1950er-Jahre angezweifelt. Er begann, die auf Hans Morgenthau zurückgehende Theorie zu revidieren, analysierte besonders die in einzelnen Staaten geltenden Werte und näherte sich damit neorealistischen Positionen.

## Schriften (Auswahl)
- Amerikanische und deutsche Löhne: eine Untersuchung über die Ursachen des hohen Lohnstandes in den Vereinigten Staaten. Julius Springer, Berlin 1930.
- Das Kartellproblem im Licht der deutschen Kartellliteratur. Duncker & Humblot, München 1931.
- Britain and France between two wars. Archon Books, Hamden (Connecticut) 1960 (Überarbeitete Neuauflage der Ausgabe von 1940).
- Discord and Collaboration. Essays on International Politics. The Johns Hopkins Press, Baltimore 1962.